# ویکی نایت
ویکی نایت (انگلیسی: Vicky Knight؛ زادهٔ ۱۹۹۶) هنرپیشه اهل انگلستان است. وی از سال ۲۰۱۴ میلادی تاکنون مشغول فعالیت بوده‌است. از آثار او می‌توان به خدای کثیف اشاره کرد.